# گورستان کاکاعلی
قبرستان کاکاعلی مربوط به سدهٔ ۷ ه.ق است و در فیروزآباد، خیابان نظامی، چهارراه نظامی، حسینیه قاسم ابن الحسن واقع شده و این اثر در تاریخ ۱ مرداد ۱۳۸۶ با شمارهٔ ثبت ۱۹۲۴۱ به‌عنوان یکی از آثار ملی ایران به ثبت رسیده است.